# Język dżimbin
Język dżimbin (inaczej: zumbun, jimbinawa) – język afroazjatycki z zachodniej gałęzi języków czadyjskich, używany w Nigerii (obszar Darazo, stan Bauczi). Najbliżej spokrewniony z językami wardżi (północne bauczi, B.2) – wardżi, diri, karija, tsagu (cziwogaj) i innymi. Posługuje się nim około 2000 osób (dane z 1995 roku).